# پپکو
پپکو (انگلیسی: Pepco) شرکت برق آمریکایی است، که در سال ۱۸۹۶ تأسیس شد.